# Lestica clypeata

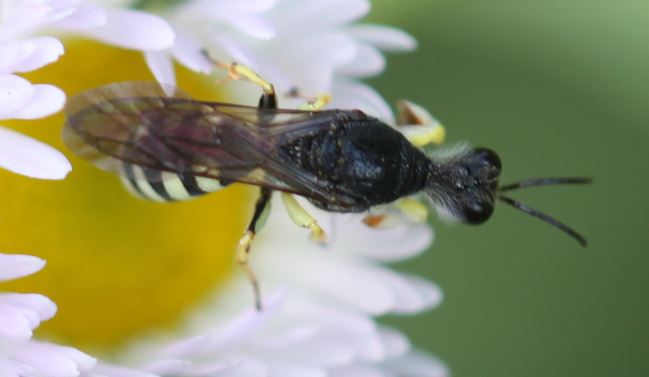
Männchen, Dorsalansicht

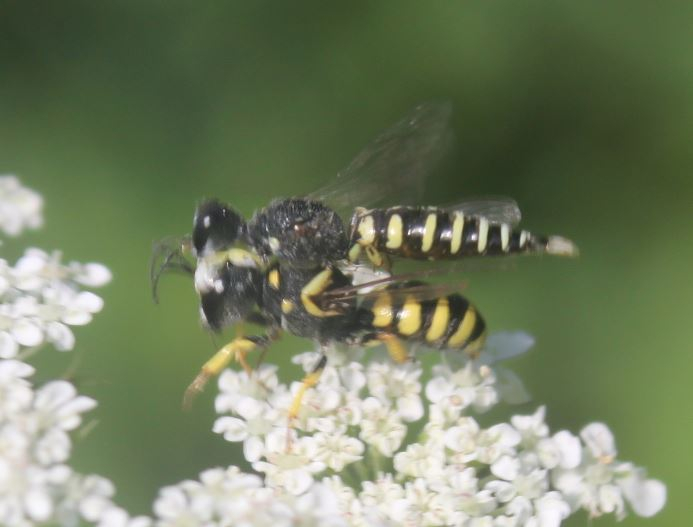
Paarung

Lestica clypeata ist ein Hautflügler aus der Familie der Crabronidae.

## Merkmale
Die Tiere erreichen eine Körperlänge von 9 bis 12 Millimetern (Weibchen) bzw. 8 bis 11 Millimetern (Männchen). Der Clypeus der Weibchen ist nasenartig nach vorne gezogen. Das Männchen hat einen halsförmig verlängerten Hinterkopf und verbreiterte Tarsen am vorderen Beinpaar.

## Vorkommen
Die Art kommt in Nordafrika, Europa, bis etwa zum Polarkreis und östlich bis nach Zentralasien vor. Sie besiedelt verschiedene Lebensräume am Waldrand und ist auch im Siedlungsbereich zu finden. Die Tiere fliegen von Mitte Mai bis Anfang September. Die Art ist in Mitteleuropa verbreitet zu beobachten.

## Lebensweise
Die Weibchen von Lestica clypeata legen ihre 10 bis 15 Millimeter langen Nester als einzige Art der Gattung in Fraßgängen im Holz an, siedeln aber auch in leeren Nestern von Arten der Gattung Ectemnius (Sphecidae). Die Brut wird mit kleinen Schmetterlingen aus verschiedenen Familien wie etwa der Glasflügler oder Crambidae versorgt. Es wurde vermutet, dass auch Fliegen eingebracht werden, dies ist jedoch zweifelhaft. 